# Estadio AMI
El AMI Stadium, también llamado Rugby League Park es un estadio de fútbol y rugby localizado en la ciudad de Christchurch, Nueva Zelanda. Es el recinto que acoge a los Canterbury Crusaders, participantes del Super Rugby.

## Historia
Fue adquirido por la Canterbury Rugby League, asociación regente de rugby en Canterbury, en los año 1990 y desde entonces se celebraron diversas competiciones de rugby en el estadio. Luego de ser dañado por el Terremoto de Christchurch de 2011 ocurrido en febrero de ese año, fue reinaugurado el 24 de marzo de 2012, entre otras cosas, se aumentó la capacidad a 17 000 espectadores con una posibilidad de recibir a 26 000 en encuentros de suma importancia.
Con la demolición del Lancaster Park, se volvió uno de los estadios en pie más grandes de la Isla Sur, por lo que recibió al Wellington Phoenix y a los All Whites en 2012.